# Дзардини, Стефано
Стефа́но Дзарди́ни (итал. Stefano Zardini; род. 6 июня 1957, Брунико, Трентино-Альто-Адидже) — итальянский кёрлингист.
В составе мужской сборной Италии участник двух чемпионатов мира (лучший результат — седьмое место в 1989) и трёх чемпионатов Европы (лучший результат — восьмое место в 1988).
Играл в основном на позиции первого.

## Команды
| Сезон   | Четвёртый     | Третий          | Второй          | Первый           | Запасной         | Турниры            |
| ------- | ------------- | --------------- | --------------- | ---------------- | ---------------- | ------------------ |
| 1987—88 | Фабио Альвера | Адриано Лоренци | Стефано Морона  | Стефано Дзардини |                  | ЧЕ 1987 (10 место) |
| 1988—89 | Фабио Альвера | Стефано Морона  | Адриано Лоренци | Стефано Дзардини |                  | ЧЕ 1988 (8 место)  |
| 1988—89 | Андреа Павани | Адриано Лоренци | Фабио Альвера   | Стефано Морона   | Стефано Дзардини | ЧМ 1989 (7 место)  |
| 1989—90 | Андреа Павани | Фабио Альвера   | Франко Совилла  | Стефано Морона   | Стефано Дзардини | ЧМ 1990 (9 место)  |
| 1992—93 | Фабио Альвера | Франко Совилла  | Стефано Морона  | Стефано Дзардини |                  | ЧЕ 1992 (14 место) |

(скипы выделены полужирным шрифтом)